# Imagen de la Divina Misericordia

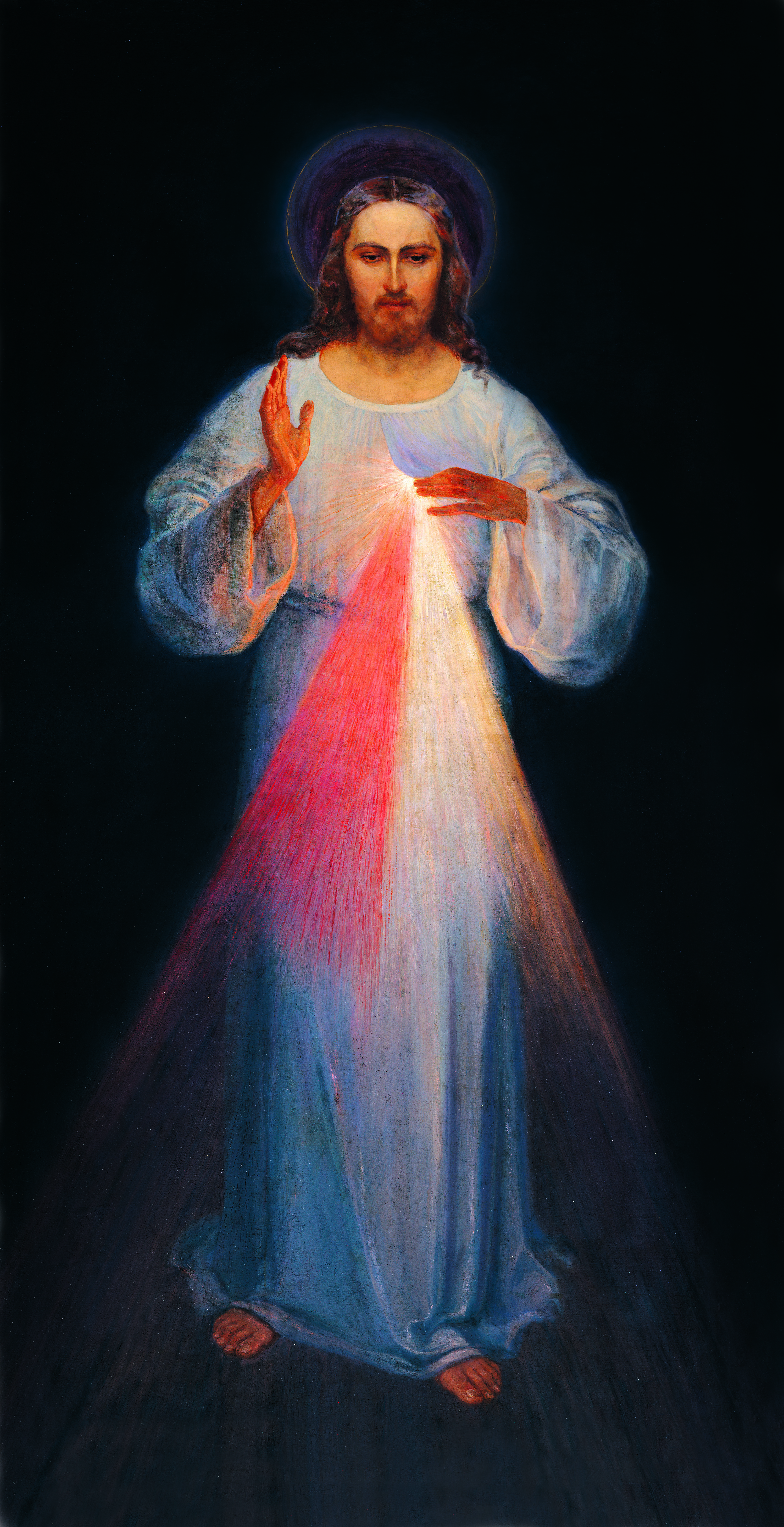
El Jesús de la Divina Misericordia (pintura restaurada de la original de Kazimirowski).

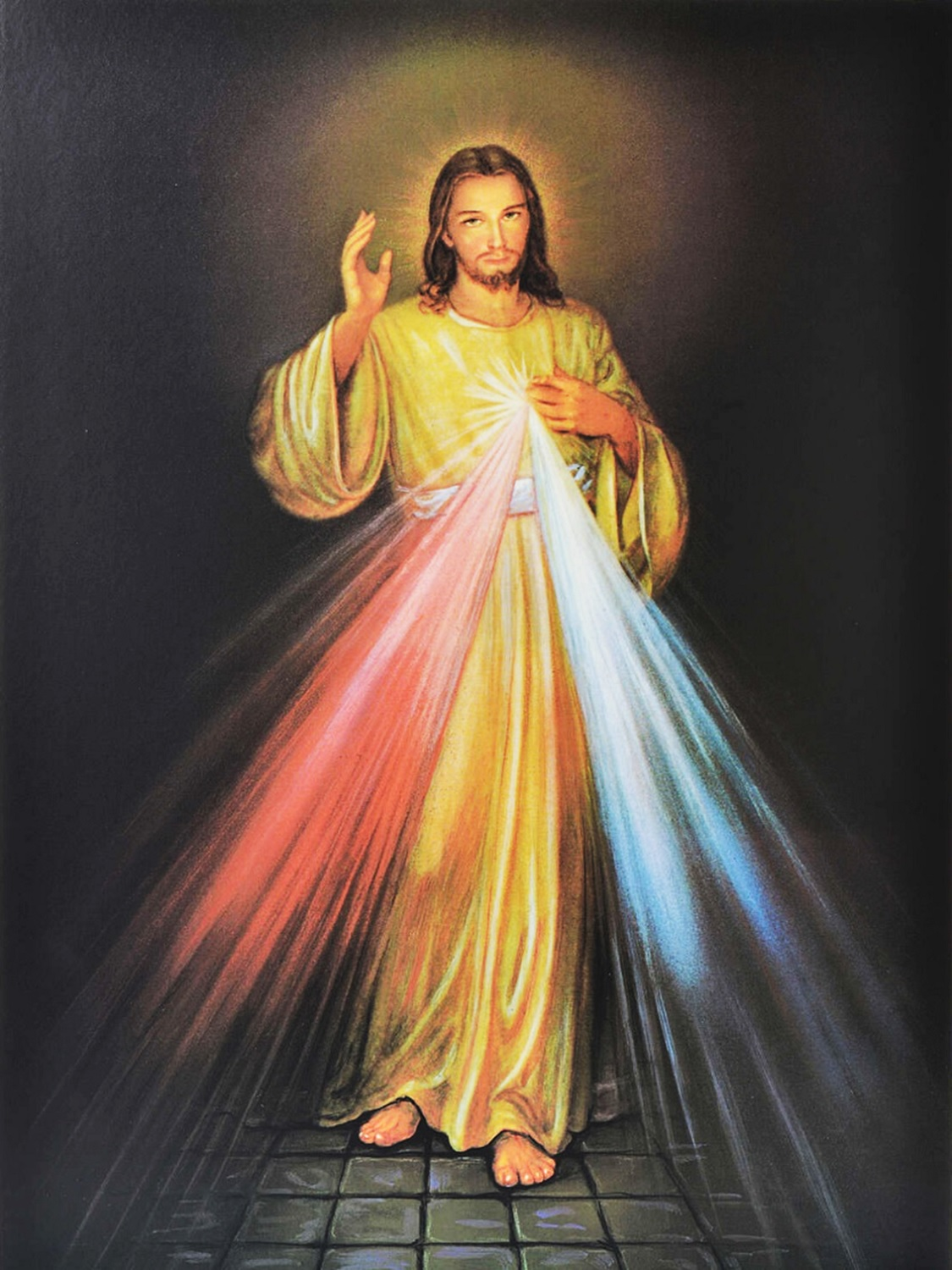
La versión de la pintura de Jesús Misericordioso más conocida en el mundo.

La imagen de la Divina Misericordia, o de Jesús misericordioso, es un cuadro que muestra la visión que Santa Faustina Kowalska tuvo de Jesús de Nazaret el 22 de febrero de 1931. En él se ve a Jesucristo irradiando luz roja y blanca pálida desde su Sagrado Corazón. Esta imagen forma parte de la devoción a la Divina Misericordia. Santa Faustina escribió en su diario unas promesas de Jesús en relación con esta imagen:

Al anochecer, estando en mi celda, vi al Señor Jesús vestido con una túnica blanca. Tenía una mano levantada para bendecir, y con la otra tocaba la túnica sobre el pecho. De la abertura de la túnica en el pecho, salían dos grandes rayos: uno rojo y otro pálido. En silencio, atentamente miraba al Señor, mi alma estaba llena del temor, pero también de una gran alegría. Después de un momento, Jesús me dijo: "Pinta una imagen según el modelo que ves, y firma: 'Jesús, en Ti confío.'"
Maria Faustyna Kowalska, Diario, 47.

Deseo que esta imagen sea venerada en el mundo entero. Prometo que el alma que venere esta imagen no perecerá. También prometo, ya aquí en la Tierra, la victoria sobre los enemigos, y particularmente en la hora de la muerte. Yo mismo la defenderé como a su propia gloria.

Por medio de este cuadro colmaré a las almas de gracias.

Los rayos de luz de la imagen representan la Sangre y el Agua que brotaron de lo íntimo de Mi misericordia cuando, en la Cruz, Mi corazón fue abierto con la lanza.
Faustina Kowalska, Diario.

En el final del  siglo XIX, la Beata María del Divino Corazón Droste zu Vischering también había recibido una visión en la cual vio Jesucristo irradiando una inmensa luz desde su Sagrado Corazón para todo el mundo.